# Občina Mislinja
Občina Mislinja je jednou z 212 občin ve Slovinsku. Nachází se na severu státu v Korutanském regionu. Občinu tvoří 11 sídel, její celková rozloha je 112,2 km² a k 1. lednu 2017 zde žilo 4 561 obyvatel. Správním střediskem občiny je Mislinja. Vzdálenost do Slovinského Hradce, hlavního města regionu, je 12 km.

## Geografie
Občina leží na území historického Dolního Štýrska. Většinu povrchu pokrývá horský masiv Pohorje, který je nejvýchodnějším výběžkem Alp. Nejvyšším vrcholem občiny je Črni vrh s nadmořskou výškou 1543 m, nejnižší bod s nadmořskou výškou 520 m leží v sídle Spodnjih Dovžah. Nejvýznamnějšími vodními toky jsou říčky Mislinja, náležející do povodí Drávy, a Paka, která patří do povodí Sávy. Většina povrchu je porostlá lesy.

## Doprava
Jihozápadním cípem území občiny prochází silnice první třídy č. 4, která přes sídlo Mislinja spojuje města Slovinský Hradec a Velenje. V sídle Gornij Dolič na ni navazuje silnice č. 431 směřující na Slovenske Konjice. Železničí trať Mislinja – Komisija byla roku 1957 uzavřena a později zrušena, v současnosti tedy občinou žádná železniční trať neprochází.

## Členění občiny
Občinu tvoří 11 sídel: Dovže, Gornji Dolič, Kozjak, Mala Mislinja, Mislinja, Paka, Razborca, Srednji Dolič, Šentilj pod Turjakom, Tolsti Vrh pri Mislinji a Završe.

## Sousední občiny
Občina Mislinja sousedí se 7 občinami: Ribnica na Pohorju na severu, Lovrenc na Pohorju na severovýchodě, Zreče na východě, Vitanje na jihovýchodě, Dobrna na jihu, Velenje na jihozápadě a Slovinský Hradec na západě.

## Galerie

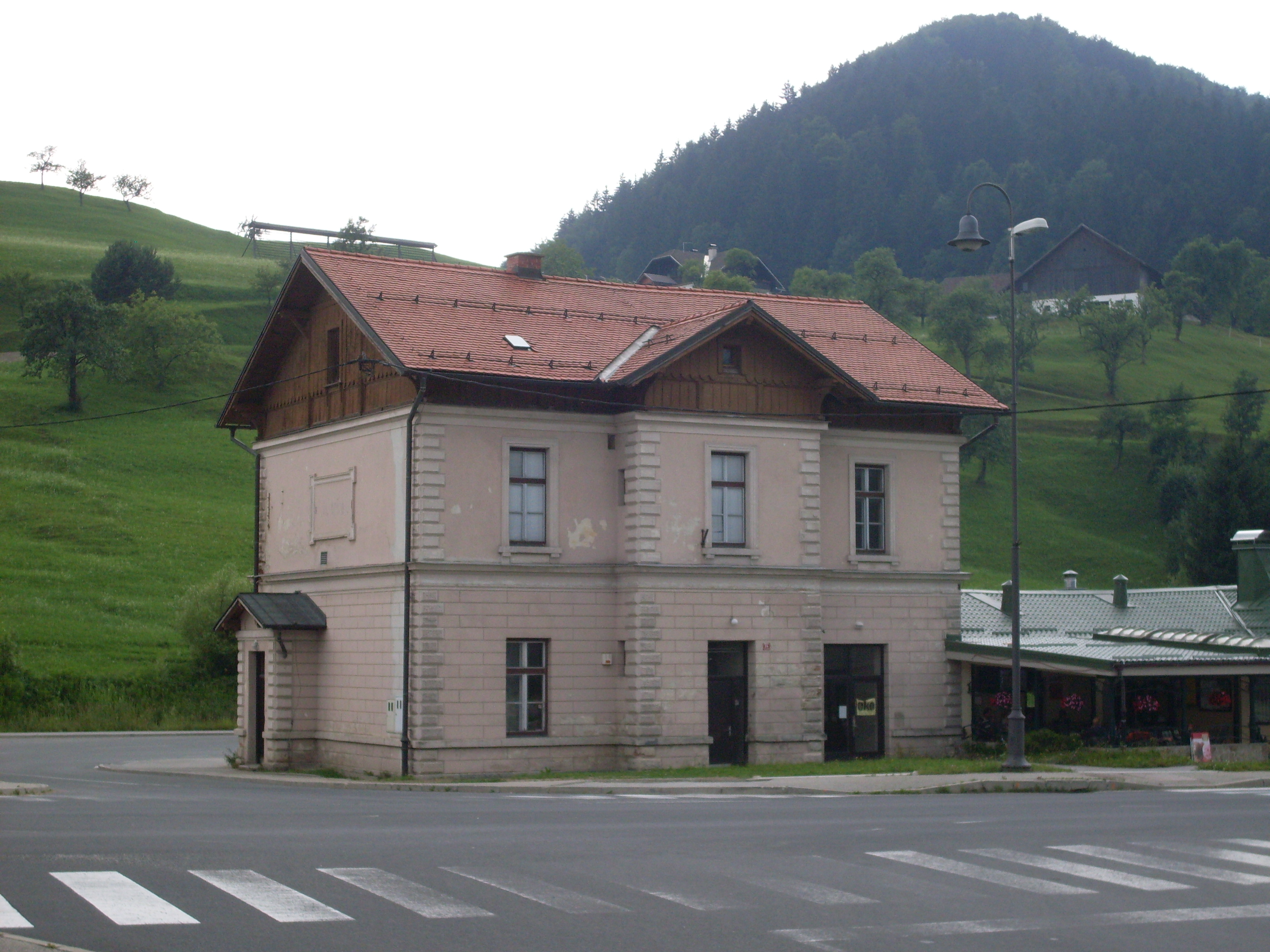
Mislinja, dřívější železniční stanice
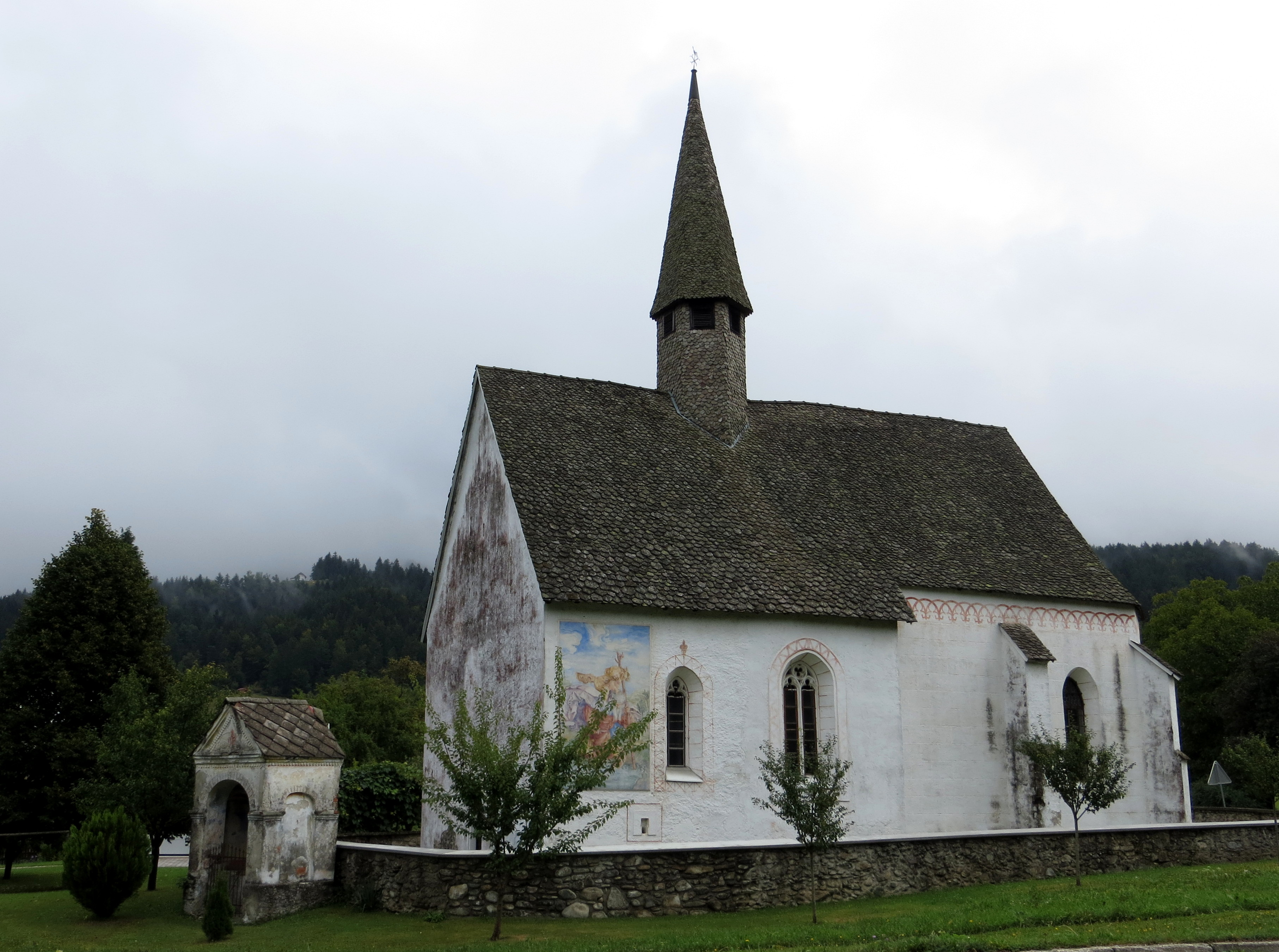
Mislinja, kostel sv. Akácia
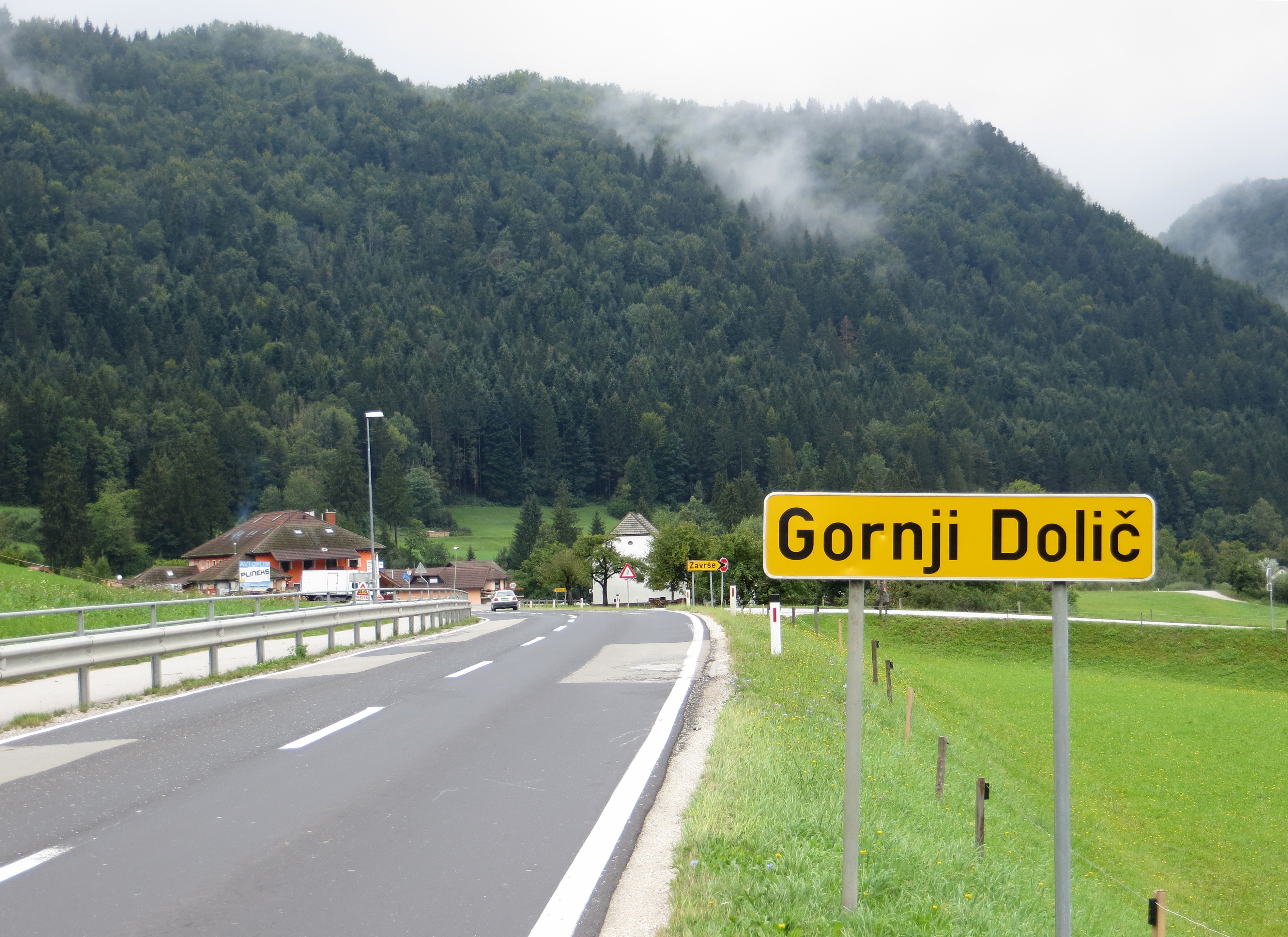
Gornji Dolic, silnice č. 4
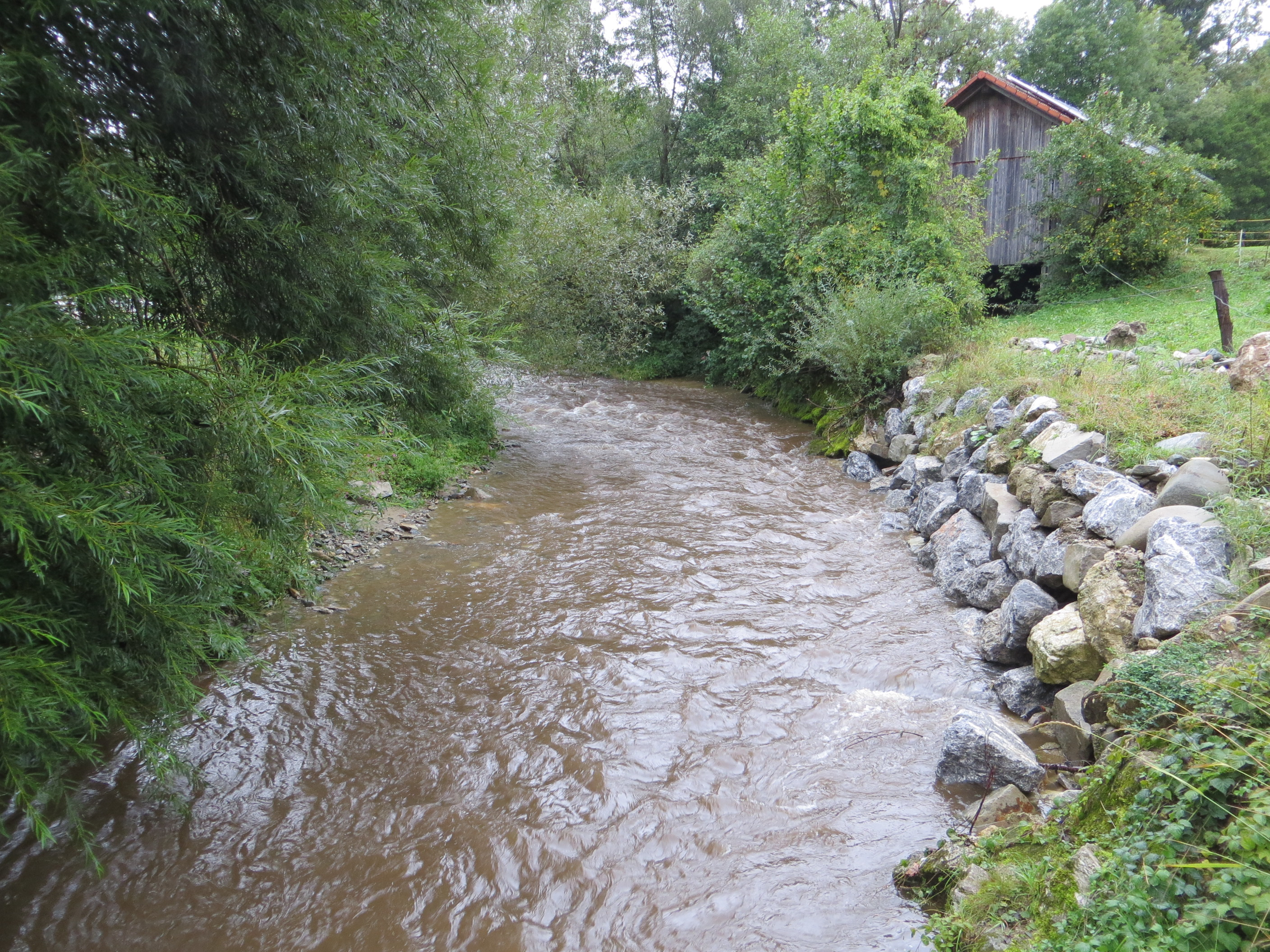
Dovže, řeka Mislinja
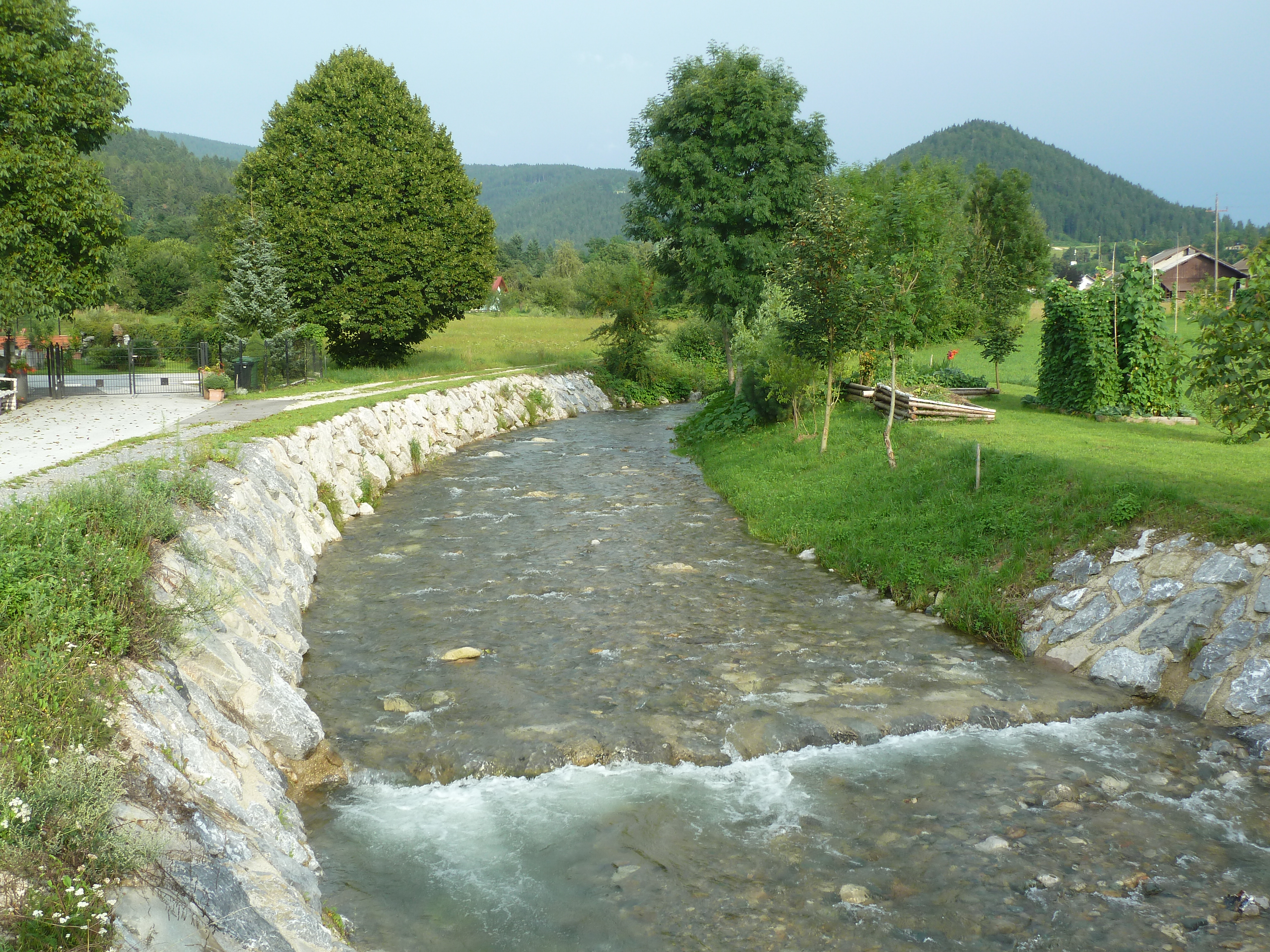
Šentilj pod Turjakom, řeka Mislinja
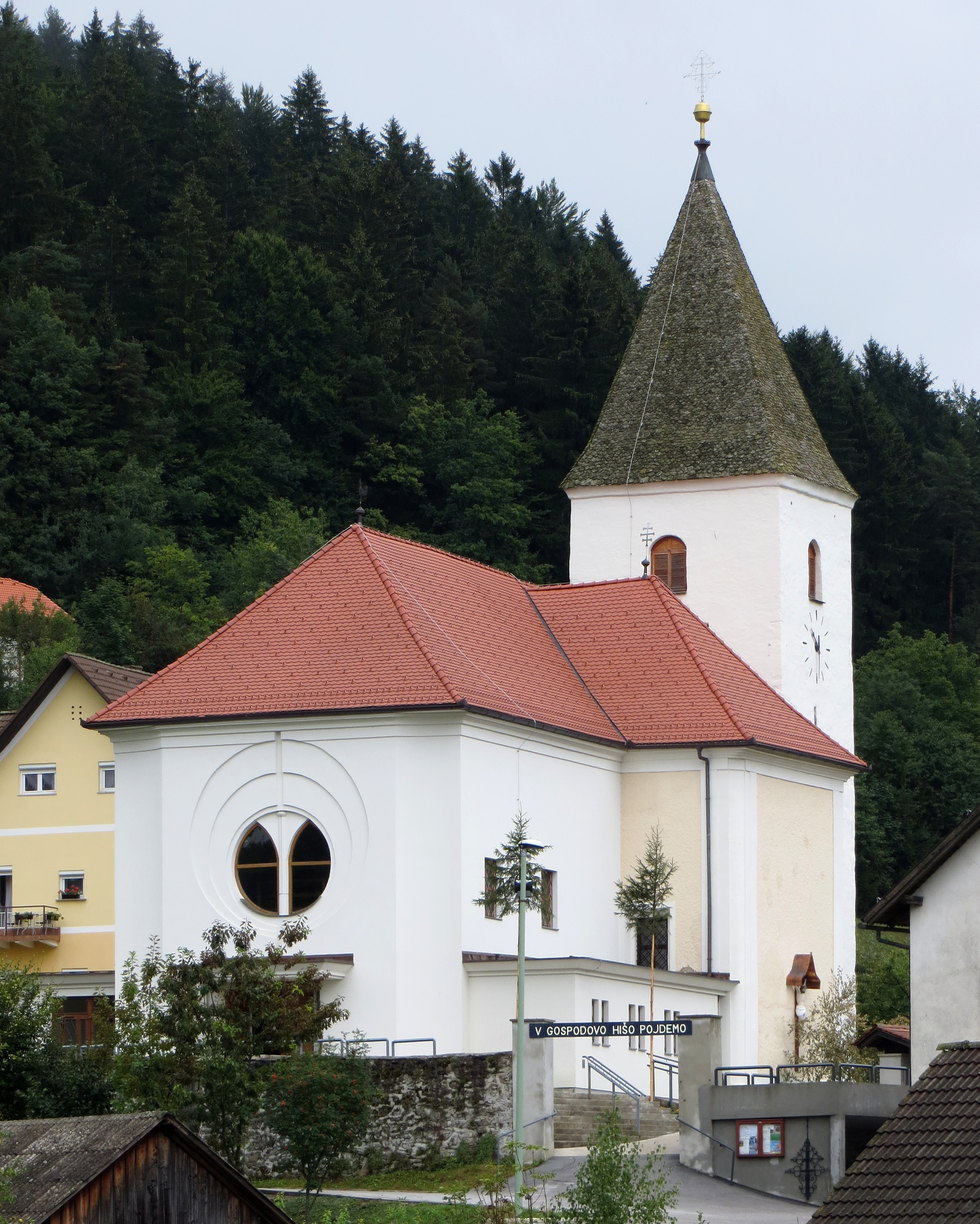
Šentilj pod Turjakom, kostel sv. Jiljí